# Courbe intégrale

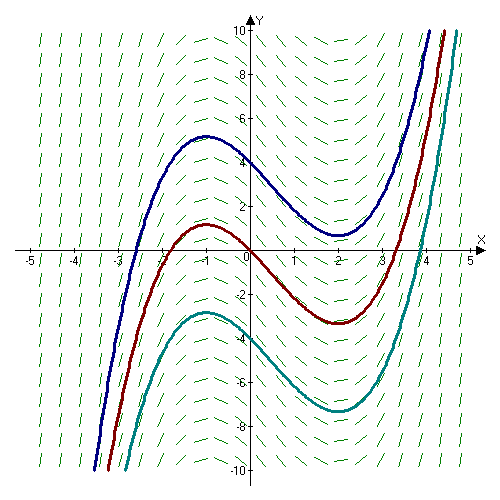
Trois courbes intégrales pour le correspondant à l'équation différentielle dy / dx = x² − X − 2.

En mathématiques, une courbe intégrale est une courbe paramétrique qui représente une solution spécifique à une équation différentielle ordinaire ou un système d'équations. Si l'équation différentielle est représentée sous la forme d'un champ vectoriel ou d'un champ de tangentes (en), les courbes intégrales correspondantes sont tangentes au champ en chaque point.
Il existe d'autres terminologies pour désigner les courbes intégrales, selon la nature et l'interprétation de l'équation différentielle ou du champ vectoriel. En physique, les courbes intégrales d'un champ électrique ou d'un champ magnétique sont appelées lignes de champ, et les courbes intégrales pour le champ de vitesse d'un fluide sont appelées lignes de courant. Dans les systèmes dynamiques, les courbes intégrales d'une équation différentielle qui régit un tel système sont appelées trajectoires ou orbites .

## Définition
Supposons que F est un champ vectoriel : c'est -à-dire une fonction vectorielle avec des coordonnées cartésiennes ( F 1, F 2 ,. . ., F n ); et x ( t ) une courbe paramétrique définie en  coordonnées cartésiennes ( x 1 ( t ), x 2 ( t )..., x n ( t )). Alors x ( t ) est une courbe intégrale de F si c'est une solution du système autonome suivant d'équations différentielles ordinaires:
{\displaystyle {\begin{aligned}{\frac {dx_{1}}{dt}}&=F_{1}(x_{1},\ldots ,x_{n})\\&\vdots \\{\frac {dx_{n}}{dt}}&=F_{n}(x_{1},\ldots ,x_{n}).\end{aligned}}}
Un tel système peut être écrit sous forme vectorielle
{\displaystyle \mathbf {x} '(t)=\mathbf {F} (\mathbf {x} (t)).\!\,}
Cette équation implique que le vecteur tangent à la courbe en tout point x ( t ) est précisément le vecteur F ( x ( t )), et donc la courbe x ( t ) est tangente en chaque point au champ vectoriel F .
Si un champ vectoriel est donné par une application lipschitzienne, alors le théorème de Picard – Lindelöf implique qu'il existe un flux unique pour un petit temps.

## Généralisation aux variétés différentiables

### Définition
Soit M une variété de Banach de classe C r avec r ≥ 2. De plus T M désigne le fibré tangent de M avec sa projection naturelle π M : T M → M donnée par
{\displaystyle \pi _{M}:(x,v)\mapsto x.}
Un champ de vecteurs sur M est une section transversale du fibré tangent T M, c'est-à-dire une application faisant correspondre à chaque point de la variété M un vecteur tangent à M en ce point. Soit X un champ vectoriel sur M de classe C r − 1 et soit p ∈ M. Une courbe intégrale pour X passant par p au temps t 0 est une courbe α : J → M de classe C r − 1, définie sur un intervalle ouvert J de la droite réelle R contenant t 0, telle que
{\displaystyle \alpha (t_{0})=p;\,}
{\displaystyle \alpha '(t)=X(\alpha (t)){\mbox{ pour tout }}t\in J.}

### Relation avec les équations différentielles ordinaires
La définition ci-dessus d'une courbe intégrale α pour un champ vectoriel X, passant par p au temps t 0, revient à dire que α est une solution locale au système d'équations différentielles ordinaires avec pour valeur initiale
{\displaystyle \alpha (t_{0})=p;\,}
{\displaystyle \alpha '(t)=X(\alpha (t)).\,}
La solution est locale car elle n'est définie que pour les temps appartenant à J, et pas nécessairement pour tout t ≥ t 0 (sans parler de t ≤ t 0 ). Ainsi, le problème de prouver l'existence et l'unicité des courbes intégrales est équivalent à celui de montrer l'existence et l'unicité de solution aux équations différentielles ordinaires à valeurs initiales imposées.

### Remarques sur la dérivée temporelle
Dans ce qui précède, α ′ ( t ) désigne la dérivée de α au temps t, la "direction dans laquelle α pointe" par rapport au temps t . D'un point de vue plus abstrait, il s'agit de la c'est le dérivé de Fréchet :
{\displaystyle (\mathrm {d} _{t}f)(+1)\in \mathrm {T} _{\alpha (t)}M.}
Dans le cas particulier où M est un sous - ensemble ouvert de R n, il s'agit de la dérivée traditionnelle
{\displaystyle \left({\frac {\mathrm {d} \alpha _{1}}{\mathrm {d} t}},\dots ,{\frac {\mathrm {d} \alpha _{n}}{\mathrm {d} t}}\right),}
où α 1..., α n sont les coordonnées de α par rapport aux directions de coordonnées canoniques.
Plus généralement, on peut reformuler les résultats précédent dans le cadre des Morphisme de groupes. Notons que le fibré tangent T J de J est le fibré trivial J × R et qu'il existe une section canonique ι de ce fibré telle que ι ( t ) = 1 (ou, plus précisément, ( t, 1)) pour tout t ∈ J. La courbe α induit une application groupée α ∗ : T J → T M pour que le diagramme suivant commute:
Alors la dérivée temporelle α ′ est la composition α ′ = α ∗ o ι, et α ′ ( t ) est sa valeur à un instant donné t ∈ J.